# Igra (firma)
Igra (psáno i jako IGRA) byl československý a poté český výrobce hraček a modelů. Výrobní družstvo bylo založeno roku 1950 v Praze a existovalo do roku 2006. V tradici značky pokračuje od dubna 2014 firma Igra Model se zaměřením na modely automobilů, železnice a různých staveb.

## Historie

### Výrobní družstvo Igra
27. prosince 1950 bylo v Praze založeno výrobní družstvo Igra. V družstvu byla zahájena výroba malých autíček z bakelitu, které původně nebyly nijak poháněné, později se do nich montoval setrvačníkový pohon. Kvůli použití bakelitu nebylo možné na karoseriích vytvářet detaily, proto se později zavedla technologie vstřikovaných výlisků z barveného polystyrenu. Mnoho hraček bylo složeno z dílů z bakelitu i polystyrenu jako např. známá řada historických automobilů pojmenovaná Old Timer nebo populární série figurek Igráček s doplňky.

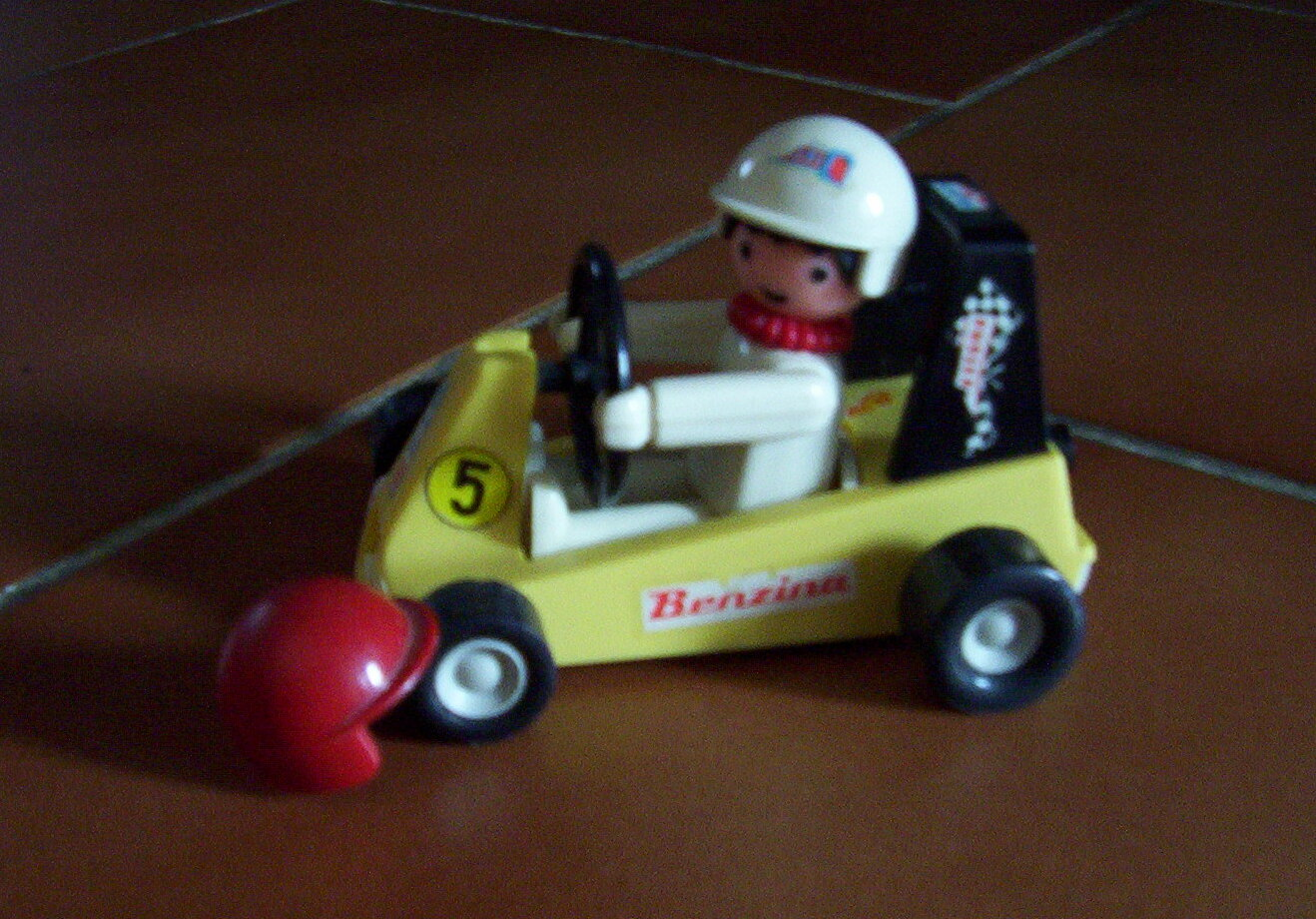
Igráček závodník

Igra vyráběla široké spektrum hraček, mimo výrobků z umělých hmot i plechové hračky často s pérovým strojkem jako např. pásový traktor, tank, apod. Vznikly i všelijaké atypické hračky, které nekopírovaly věrně realitu, kupříkladu sportovní automobil Ferrari 275 GTB s přívěsným vozíkem, raketomet na podvozku Pragy S5T nebo různá futuristická vozidla. I měřítko vyráběných vozů bylo různé, záviselo na velikosti podvozku. Častá měřítka byla 1:43, 1:36 a 1:87 (poslední jmenované je shodné s modelovou velikostí H0). Mezi další hračky z produkce výrobního družstva patřil plechový vláček s tendrem a dvěma vagónky, který se později vyráběl z plastu jako lokálka a to včetně kolejí, nebo plechová tramvaj T1 na klíček s kolejemi tvořícími kruh. Značnou část produkce Igry tvořily modely vozů domácích automobilek Škoda a Tatra.

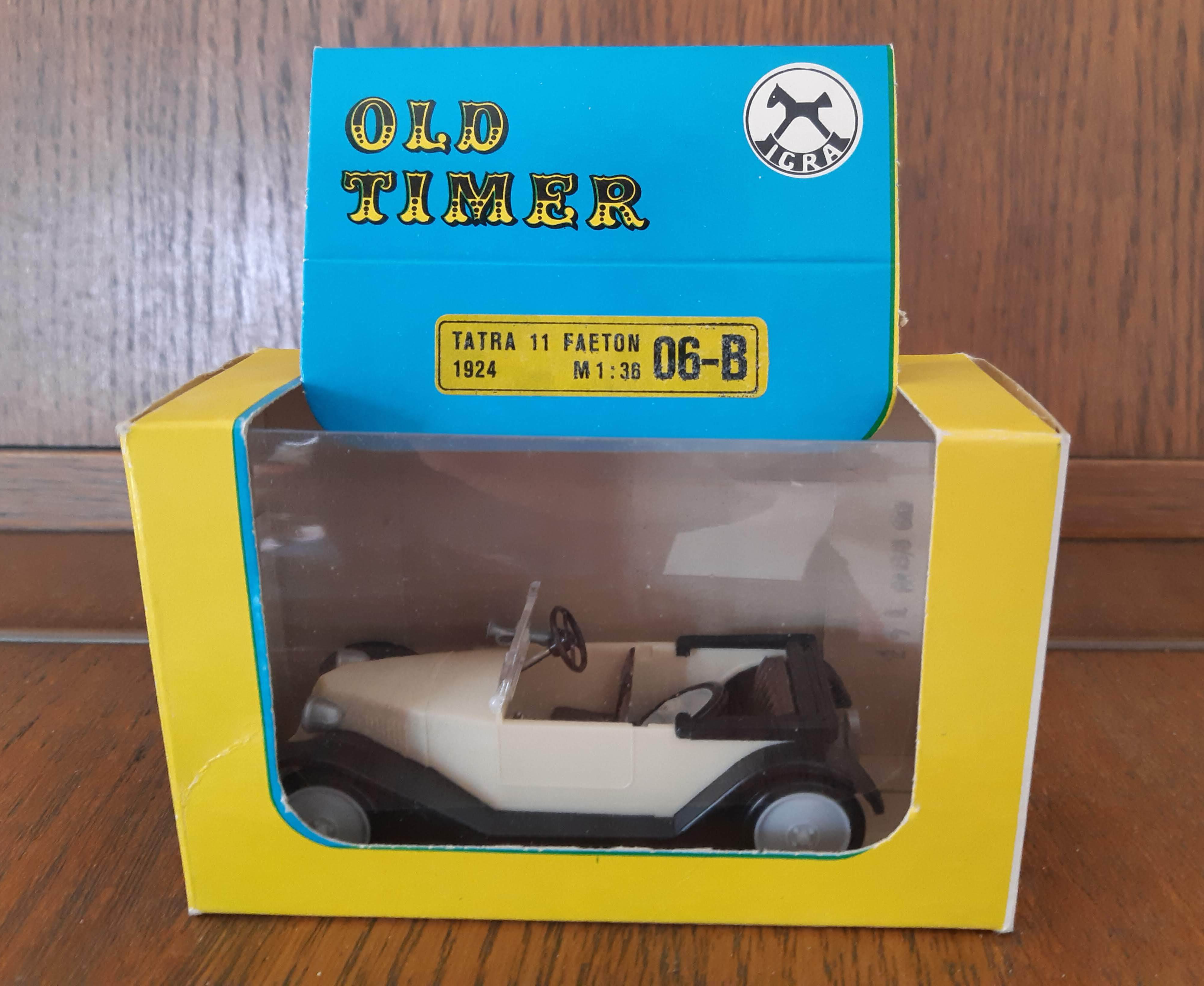
Old Timer Tatra 11 Faeton z roku 1924

Koncem devadesátých let spolupracovala s firmou Rietze na výrobě modelů 1:87.[zdroj?]

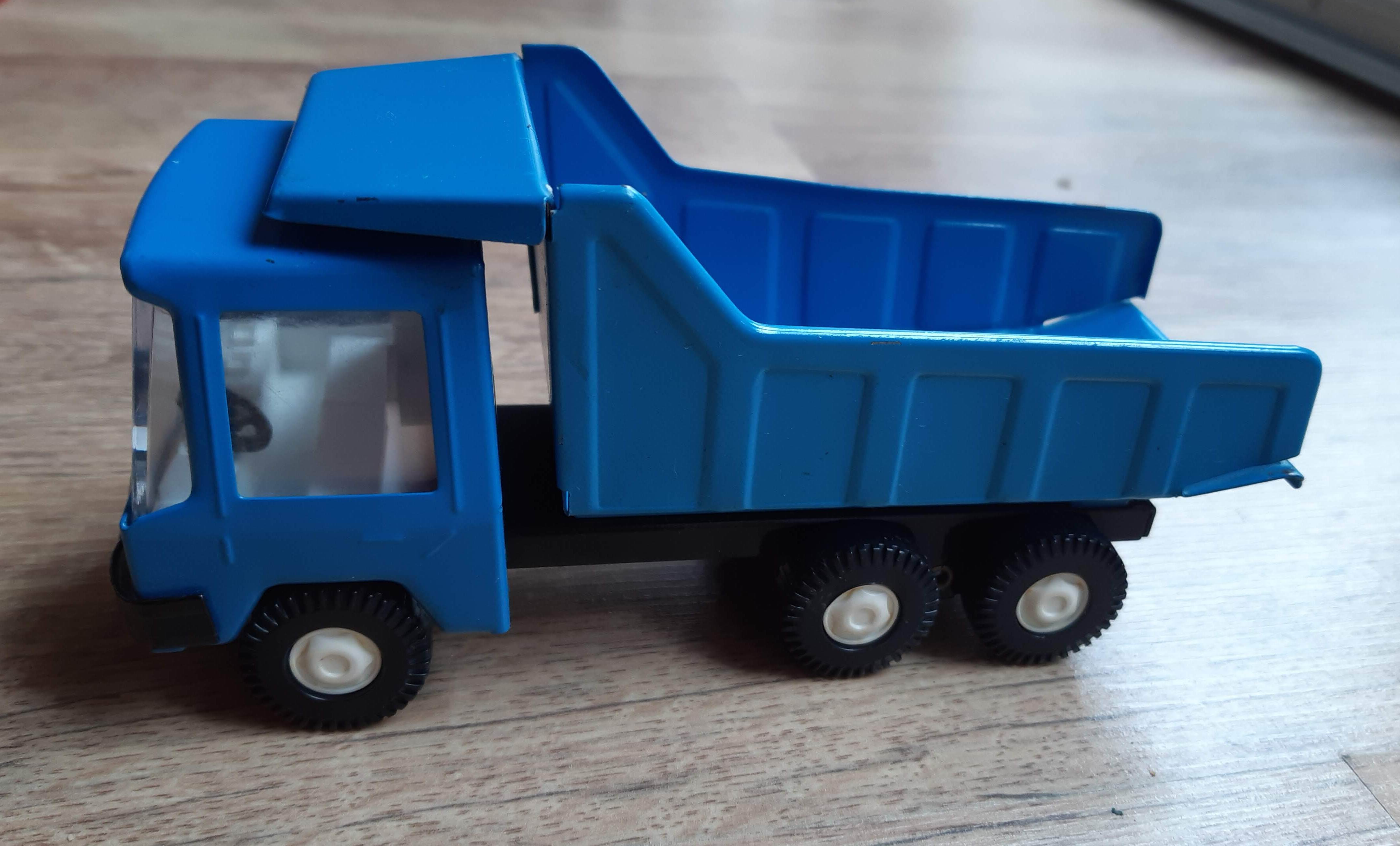
Plechové nákladní auto od Igry

Igra měla sídlo v Praze-Michli, výrobní provozovny se nacházely i mimo Prahu (např. v Senohrabech, Mnichovicích,...). Společnost vyráběla také modelářské potřeby a věnovala se např. i opravám hudebních nástrojů (ladění pian) a šití ložního prádla. Logo společnosti tvořil kruh, v jehož středu byl houpací kůň a nápis Igra pod ním.
1. prosince 2006 byl na družstvo vyhlášen konkurs a družstvo zkrachovalo. Některé tradiční hračky se však vyrábějí dál. Igráček je součástí portfolia firmy Efko-karton z Nového Veselí podnikatele Miroslava Kotíka.

### Igra Model
V roce 2011 vznikla firma Šikulové zabývající se převážně modelovou železnicí. Odkoupila technologie VD Igra a v dubnu 2014 změnila název na Igra Model. Nabízí modely vagónů, automobilů, staveb a doplňků v měřítcích H0, TT, N a Z. Logo firmy Igra Model sestává kromě názvu ze čtyř barevných pruhů symbolizujících modelářství, (odshora) modrý je zakončen lodí, zelený letounem, žlutý automobilem a červený vlakem. Sídlo společnosti je ve Znojmě.